# Raión de Pastavy
Pastavy (en bielorruso: Пастаўскі раён) es un raión o distrito de Bielorrusia, en la provincia (óblast) de Minsk. 
Comprende una superficie de 2 096 km².
El centro administrativo es la ciudad de Pastavy.

## Demografía
Según estimación 2010 contaba con una población total de 39 487 habitantes.

## Subdivisiones
Comprende la ciudad subdistrital de Pastavy, los asentamientos de tipo de urbano de Varapáyeva y Lyntupy y los siguientes selsoviets:
- Valkí
- Varapáyeva
- Lunílavichi
- Kazlówshchyna
- Kamái
- Kuropolie
- Lyntupy
- Navasiolski
- Liunki
- Yareva